# Раздорский (Орловский район)
Раздорский — хутор в Орловском районе Ростовской области. Входит в состав Красноармейского сельского поселения.
Основан в конце XIX века как временное поселение Раздорское на землях калмыцкой станицы Кутейниковской.
Население — 449 (2010)

## История
Основан в конце XIX века как временное поселение Раздорское на землях калмыцкой станицы Кутейниковской. Согласно данным первой Всероссийской переписи населения 1897 года в поселении Раздорском проживало 103 душ мужского и 119 женского пола. Согласно Алфавитному списку населённых мест Области войска Донского 1915 года во временном поселении Раздорском станицы Кутейниковской имелось 67 дворов, проживало 207 душа мужского и 181 женского пола.
Согласно первой Всесоюзной переписи населения 1926 года население хутора составило 497 человек, из них украинцев — 462, великороссов — 26. Калмыки в хуторе не проживали. На момент переписи хутор входил в состав Куберлеевского сельсовета Зимовниковского района Сальского округа Северо-Кавказского края.

## Физико-географическая характеристика
Хутор расположен в пределах северной покатости Сальско-Манычской гряды, являющейся субширотным продолжением Ергенинской возвышенности, относящейся к Восточно-Европейской равнине, на правом берегу реки Большая Куберле, между хуторами Русский и Токмацкий (левый приток реки Малый Гашун), на высоте около 55 м над уровнем моря. Рельеф местности — холмисто-равнинный, местность общий уклон с востока на запад по направлению к реке Большая Куберле. Почвы — тёмно-каштановые
По автомобильной дороге расстояние до Ростова-на-Дону составляет 250 км, до ближайшего города Пролетарск — 57 км, до районного центра посёлка Орловский — 30 км, до административного центра сельского поселения посёлка Красноармейский — 3 км. Близ хутора проходит региональная автодорога Волгоград — Сальск
Часовой пояс
Раздорский, как и вся Ростовская область, находится в часовой зоне МСК (московское время). Смещение применяемого времени относительно UTC составляет +3:00.

### Улицы
- пер. Восточный,
- пер. Майский,
- пер. Солнечный,
- пер. Степной,
- проезд Овражный,
- ул. Береговая,
- ул. Транспортная.

## Население
Динамика численности населения
| 1897 | 1915 | 1926 | 2002 |
| ---- | ---- | ---- | ---- |
| 122  | 388  | 497  | 476  |

| 2010 |
| ---- |
| 449  |